# CB Estudiantes
Club Baloncesto Estudiantes, S.A.D. je španjolski košarkaški klub iz Madrida. Trenutačno nastupa u ACB ligi.

## Povijest
Klub su 1948. osnovali studenti, u javnoj srednjoj školi (The Instituto Ramiro de Maeztu) u Madridu. 
Momčad je bila jedna od šest sudionika natjecanja, kada je 1955. po prvi puta organizirano španjolsko prvenstvo. Od tada, klub je uvijek nastupao u najvišem razredu španjolske košarke. To je još uspjelo poći za rukom Real Madridu i Joventutu. Također je jedini klub kojem je muška i ženska momčad igrala u najvišem razredu španjolskog prvenstva. 

## Uspjesi
- Kup Radivoja Koraća
  - Finalist: 1999.

- ACB liga
  - Doprvak: 1962./63., 1967./68., 1980./81., 2003./04.

- Kup Kralja: 1962./63., 1991./92., 1999./2000.
  - Finalist: 1961./62., 1972./73., 1974./75., 1990./91.

- Copa Príncipe de Asturias de Baloncesto: 1985./86.

## Poznati igrači
| - Corey L. Brewer - Danko Cvjetičanin - Carlos Jiménez - Will McDonald - Nenad Marković - Vonteego Cummings |  | - Fernando Martín - Petar Popović - Felipe Reyes - Sergio Rodríguez - Michael Smith - Domen Lorbek |

## Vanjske poveznice
- Službena stranica
- Neslužbena stranica i forum